# Ферхар I мак Коннайд
Ферхар I (Ферхар мак Коннайд; гельською Ferchar mac Connaid) — король гельського королівства Дал Ріади, що правив з 642 по 650 рік. Єдиний син Коннада і, ймовірно, нащадок короля Комгалла (за іншими джерелами — Габрана).
Про термін його правління існують суперечливі відомості: в деяких джерелах вказується, що він правив 16 років і, можливо, якийсь час розділяв престол королівства Дал Ріада з Домналлом I.